# Championnats du monde de tennis de table 1939
Navigation
Édition précédente Édition suivante
Les championnats du monde de tennis de table 1939, treizième édition des championnats du monde de tennis de table, ont eu lieu du 6 au 11 mars 1939 au Caire, en Égypte.
Le titre messieurs a été remporté par Richard Bergmann, qui remporte également le titre en double messieurs associé à Viktor Barna.